# Franz Zelezny
Franz Zelezny (1866 i Wien – 1932) var en østrigsk billedhugger.
Zelezny virkede i sin fødeby. Han vandt ry som billedhugger i træ, fremragende i det rent håndværksmæssige, der var hans fag, og i kunstnerisk gengivelse. Da den wienske secession brød frem med særlig voldsomhed og vilde rydde det meste af den ældre kunst til side, vilde man have Zeleznys skattede træskærerkunst med i den ny gennembrudsudstilling, og han udførte da to legemsstore træfigurer af Adam og Eva, af stor friskhed og skønhed i opfattelsen. 
Af kirkelig kunst kan blandt andet nævnes Kristus for Pilatus og hans skønne trærelieffer til korsgangsstationer. Her som i sin øvrige kunst søger han ofte tilbage til ældre kunst, og særlig til det ægte folkelige i dets
primitive Opfattelse. Frodigt lune er et herskende træk i hans kunst, som i de mange Putti i hans trappelæn m. v., i statuetten Primadonna og i de karikerende småfigurer: Tyggegummisælgeren, Quo vadis etc. Andre værker er relieffet Schubert und Käte, Frohlich, Den frysende gamle etc.; i elfenben statuetten Das freudige Engerl.
1. ↑  Franz Zelezny: Adam and Eve. Pair of Art Nouveau Sculptures. Artist from curioshop on Ruby Lane (Webside ikke længere tilgængelig)